# Krispiña
Krispiña en basque ou Crispijana en espagnol est une commune ou une contrée appartenant à la municipalité de Vitoria-Gasteiz dans la province d'Alava, située dans la Communauté autonome basque en Espagne.

## Voir également
- Liste des municipalités de la province d'Alava